# Graeme Telford
Graeme Telford (ur. 19 marca 1942, zm. ?) – australijski łucznik, olimpijczyk.
Reprezentował Australię w łucznictwie na Letnich Igrzyskach Olimpijskich 1972, które odbyły się w Monachium, zajmując 9. miejsce.